# Roland Schröder (affärsman)
Roland Schröder, född 1713 (döpt 15 juli) i Stockholm, död där 22 januari 1773, var en svensk köpman.
Roland Schröder var son till grosshandlaren Henrik Schröder och bror till Samuel Schröderstierna. Han övertog vid faderns död 1746 dennes omfattande affärsrörelse. Vid modern Juliana Rolands död 1760 utökades hans förmögenhet ytterligare med bland annat flera jordegendomar. Schröder var en synnerligen framgångsrik affärsman med en främst på export inriktad rörelse. Han förefaller ha varit en av Sveriges rikaste män på sin tid och är mest känd för den prakt, med vilken han inredde sina fastigheter i Stockholm, särskilt det 1751 inköpta huset vid Järntorget, som blev familjens ordinarie bostad, samt Kristinebergs slott som inköptes 1748. Båda dessa byggnader lät han grundligt renovera i tidens stil.